# San-Nicolao
San-Nicolao är en kommun i departementet Haute-Corse på ön Korsika i Frankrike. Kommunen ligger i kantonen Campoloro-di-Moriani som tillhör arrondissementet Bastia. År 2022 hade San-Nicolao 2 048 invånare.

## Befolkningsutveckling
Antalet invånare i kommunen San-Nicolao
Referens:INSEE